# Moorslede
Moorslede é um município belga da província de Flandres Ocidental. O município é constituído pelas vilas de Dadizele e Moorslede propriamente dita. Em 1 de Janeiro de 2006, o município tinha uma população de 10.618 habitantes, uma área de 35,34 km² a que correspondia uma densidade populacional de 300 habitantes por km².

## História
Moorslede foi sede do Campeonato do Mundo de Ciclismo em 1950, ganho pelo ciclista belga Briek Schotte.